# ملفين فرنسيس
ملفين فرنسيس (بالإنجليزية: Melvin Francis)‏ هو سياسي أمريكي، ولد في 6 أغسطس 1945، وتوفي في 12 يناير 2006.